# Куракаві
Куракаві (ісп. Curacaví) — місто в Чилі. Адміністративний центр однойменної комуни. Населення міста — 15 645 осіб (2002). Місто і комуна входить до складу провінції Меліпілья та Столичної регіону.
Територія — 693 км². Чисельність населення — 32 579 мешканців (2017). Щільність населення — 47 чол./км².

## Розташування
Місто розташоване за 48 км на захід від столиці Чилі міста Сантьяго.
Комуна межує:
- на півночі — з комуною Кільпуе
- на сході — з комуною Лампа та провінцією Сантьяго
- на південному сході — з комуною Падре-Уртадо
- на півдні — з комуною Меліпілья
- на південному заході — з комуною Марія-Пінто
- на заході — з комуною Касабланка